# Polyphida modesta
Polyphida modesta är en skalbaggsart som beskrevs av Charles Joseph Gahan 1906. Polyphida modesta ingår i släktet Polyphida och familjen långhorningar.
Artens utbredningsområde är Sarawak. Inga underarter finns listade i Catalogue of Life.